# I Shot Andy Warhol
I Shot Andy Warhol (englisch für ‚Ich schoss auf Andy Warhol‘) ist eine US-amerikanische Filmbiografie über das Leben von Valerie Solanas und ihre Beziehung zu Andy Warhol. Der Film basiert lose auf Jeremiah Newtons The Letters and Diaries of Candy Darling, 1992. Obwohl die Geschichte stark abgewandelt wurde, soll sie einen guten Eindruck der damaligen Verhältnisse geben. Dieser Film ist das Erstlingswerk der Regisseurin Mary Harron. Seine Premiere hatte der Independent-Film am 20. Januar 1996 auf dem Sundance Film Festival. Bei den Internationalen Filmfestspielen von Cannes 1996 wurde der Film in der Reihe Un Certain Regard vorgestellt.
Der Film wurde im Jahr 1996 gedreht. Lili Taylor als Valerie, Jared Harris als Andy Warhol und Martha Plimpton als Valeries Freund Stevie sind in den Hauptrollen zu sehen. Stephen Dorff spielt die Dragqueen Candy Darling.

## Handlung
Valerie Solanas finanziert ihren Lebensunterhalt mit Gelegenheitsprostitution und Schnorren. Dazu verbreitet sie als Gründerin und Vorsitzende der „SCUM – Society for Cutting Up Men“ ihre radikal feministischen Gedanken. Durch einen Zufall lernt sie den introvertierten Pop-Künstler Andy Warhol kennen. Er meint, jeder könne für fünfzehn Minuten ein Star sein. Solanas begibt sich in die Entourage, die den Künstler ständig umgibt, doch sie wird nach Warhols anfänglichem Interesse wegen ihrer großen Wut darauf, dass er ihr selbstgeschriebenes Stück Up your Ass nicht veröffentlicht, wieder aus dem Kreis ausgeschlossen. Solanas ist nun voller Hass und Enttäuschung, und verübt ein Attentat auf Warhol, indem sie drei Schüsse auf ihn abfeuert. Dieser jedoch überlebt.

## Entstehung und Veröffentlichung

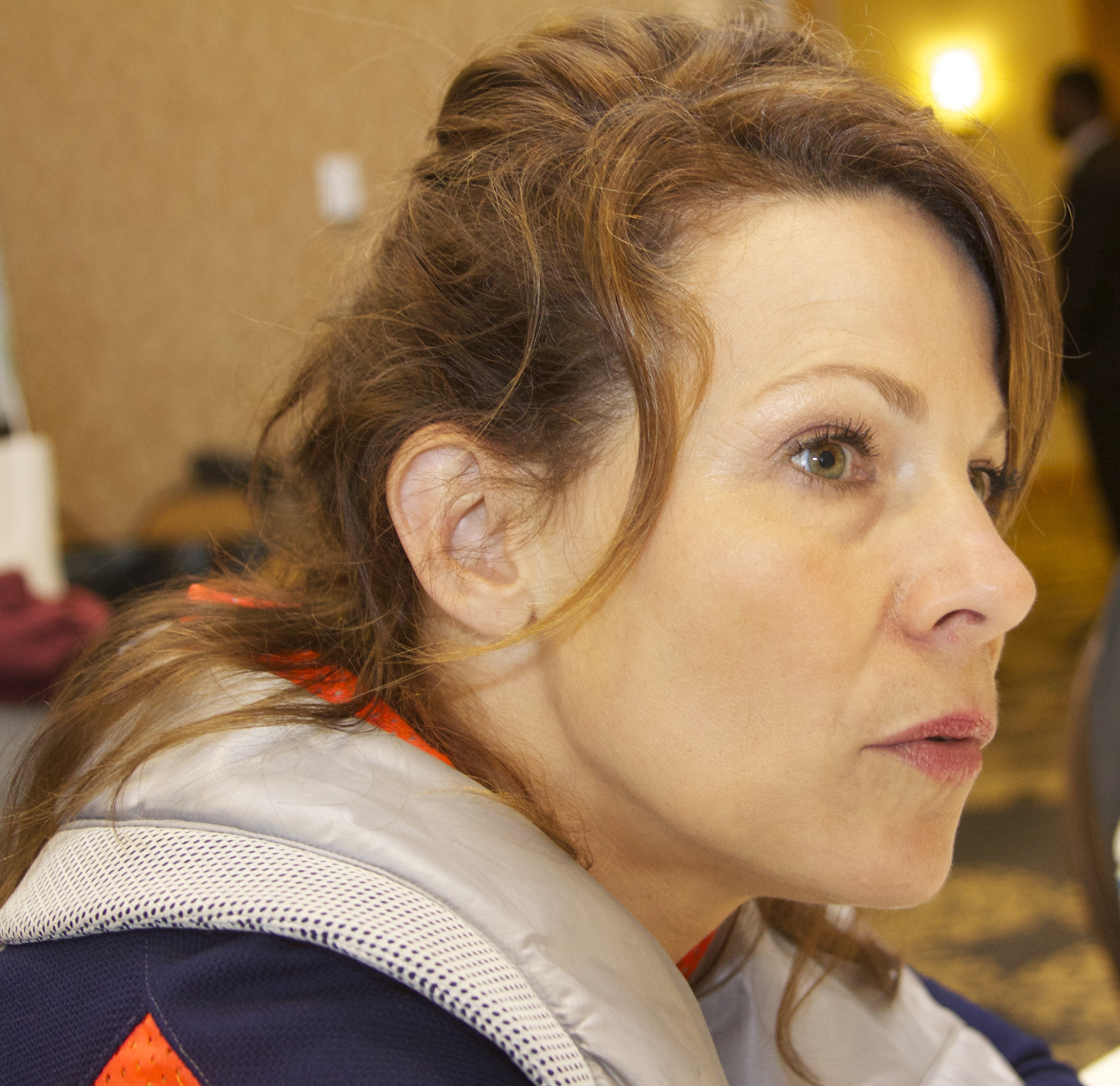
Hauptdarstellerin Lili Taylor (2013)

Mary Harron wurde zum Filmdreh durch das Lesen des SCUM Manifesto inspiriert, dem Anti-Mann-Aufsatz von Valerie Solanas, der in den 1960ern herausgegeben wurde. Ursprünglich war er als Dokumentation geplant. Allerdings fanden die Filmemacher kaum Aufnahmen von Solanas oder fast niemanden, der über sie sprechen wollte.
Produziert wurde der Film von Playhouse International Pictures in Zusammenarbeit mit The Samuel Goldwyn Company und BBC Arena. Gedreht wurde in Detroit, Michigan. Den Filmemachern wurde es erlaubt, einige von Andy Warhols Bildern für die Dreharbeiten zu reproduzieren. Sie mussten sie jedoch nach Drehende wieder vernichten.
Der Film hatte ein Einspielergebnis von 1.875.527 US-Dollar. Die Premiere in Deutschland war am 30. Januar 1997. DVD-Start in Deutschland war am 29. Juli 2004.

## Kritiken
I Shot Andy Warhol erhielt ein gutes Presseecho, was sich auch in den Auswertungen US-amerikanischer Aggregatoren widerspiegelt. So erfasst Rotten Tomatoes überwiegend positive Besprechungen und ordnet den Film als „Frisch“ ein. Laut Metacritic fallen die Bewertungen im Mittel „Grundsätzlich Wohlwollend“ aus.

„Harron […] erreicht zwei bemerkenswerte Dinge in ihrem Film: Sie macht Solanas fast sympathisch und manchmal bewegend und lustig und sie zeichnet in Bild der ‚Factory‘, das niederschmetternd und überzeugend ist. […] Lily Taylor spielt Solanas als verrückt aber nicht unbedingt irrational. Sie gibt der Figur Mumm, Ironie und einen gewissen Heldenmut[.]“

„Ein außergewöhnliches, schrill-schräges Filmdebüt, das aus losen, nur fragmentarisch zusammengefügten Handlungsmomenten besteht und sich in subjektiv eingefangenen Impressionen zu einer wundersamen Liebeserklärung an Andy Warhol sowie die Stadt New York und seine lebendige Kunstszene der 60er Jahre zusammensetzt.“

„Vergleicht man I Shot Andy Warhol mit Basquiat, Julian Schnabels Blick hinter die Kulissen der Warhol-Clique, ist Harrons Version nicht nur weitaus glaubwürdiger, sondern auch intelligenter inszeniert.“

## Musik
Der Soundtrack des Films besteht aus 17 Liedern.
- Burned von Neil Young
- Walk on By von Hal David und Burt Bacharach
- Samba de Una Nota So von Newton Mendonça und Antônio Carlos Jobim
- The More I See You von Harry Warren and Mack Gordon
- Sunshine Superman von Donovan
- Caro Nome Aria aus Rigoletto von Giuseppe Verdi
- Mas Que Nada von Jorge Ben Jor
- Love is All Around von Reg Presley
- Grazing in the Grass von Philemon Hou und Harry Elston
- Do You Believe in Magic von John Sebastian
- Red Telephone von Arthur Lee
- Sensitive Euroman von Stephen Malkmus
- Summertime Blues von Eddie Cochran und Jerry Capehart
- Kick Out the Jams von MC5
- Ain't Gonna Bump No More with No Big Fat Woman von Joe Tex and Buddy Killen
- I'll Keep It with Mine von Bob Dylan
- Demons von Georgia Hubley and Ira Kaplan

Da Lou Reed von der Band The Velvet Underground die Verwendung seiner Musik in dem Film untersagte, treten Yo La Tengo als anonyme Band auf.

## Auszeichnungen
- Beim Sundance Film Festival 1996 erhielt Lili Taylor eine Special Recognition for Outstanding Performance. Zusätzlich war der Film für den Grand Jury Prize für einen dramatischen Film nominiert.
- Lili Taylor hat beim Seattle International Film Festival 1996 den Golden Space Needle Award als beste Schauspielerin (für I Shot Andy Warhol, Girls Town und Cold Fever) gewonnen.
- Beim Gijón International Film Festival 1996 gewann Thérèse DePrez den Preis für die beste Art Direction (Ausstattung).
- Beim Internationalen Filmfestival von Stockholm 1996 gewann Lili Taylor den Preis für die beste Schauspielerin und der Film war für das Bronze Horse nominiert.
- Der Film war 1997 für den Independent Spirit Award als bester Erstlingsfilm nominiert.
- Zusätzlich war Lili Taylor für den Chlotrudis Award als beste Schauspielerin nominiert.
- Ebenfalls war Lili Taylor bei den Chicago Film Critics Association Awards in der Kategorie Beste Hauptdarstellerin nominiert.[13]